# Вежа Вулиха

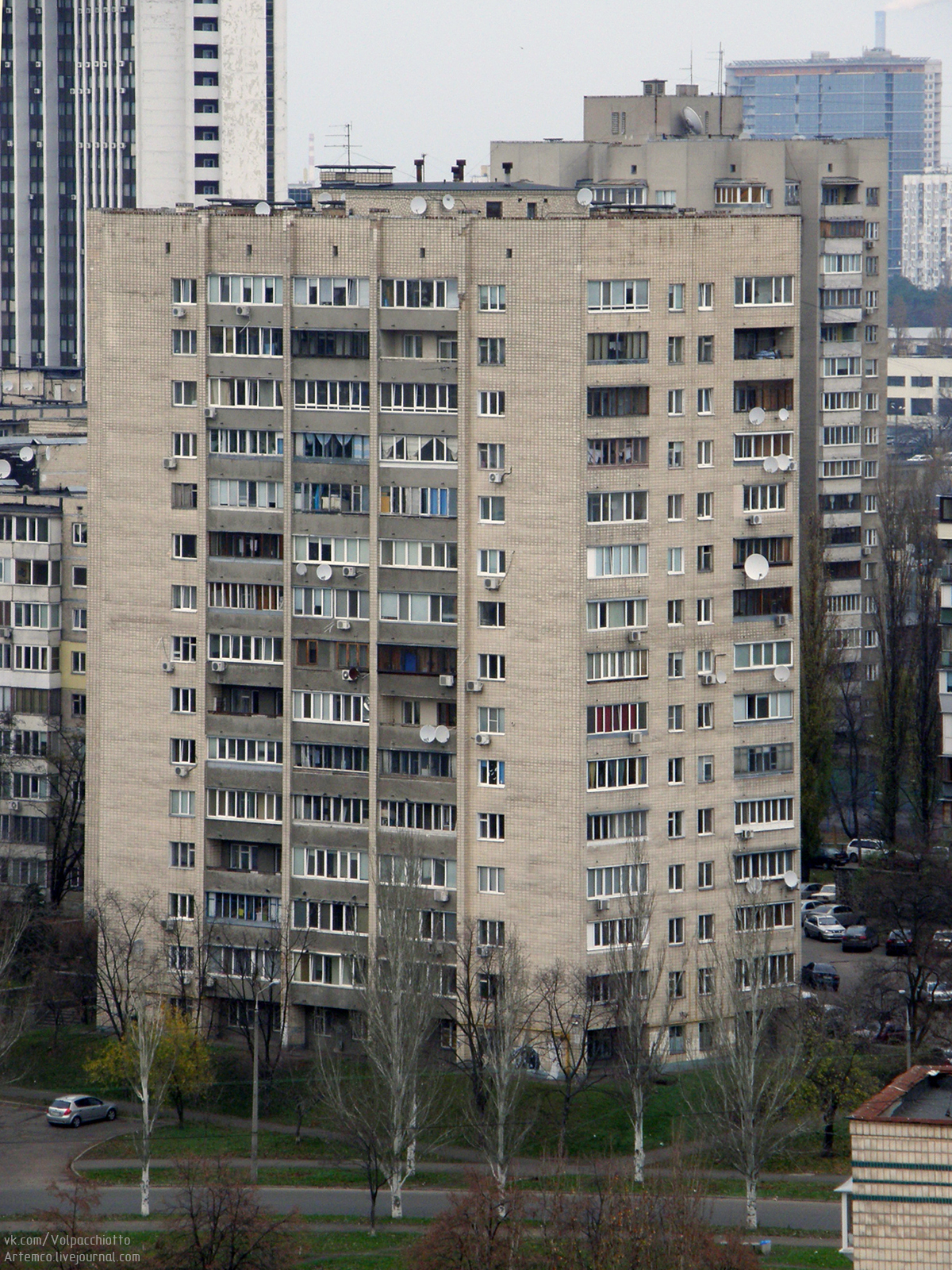
Київ, Лівобережний масив, вул. Флоренції, 5, 1977 р.

Вежа Ву́лиха — типова серія 14-поверхових житлових будинків змішаного типу: із внутрішнім збірним несним залізобетонним каркасом і зовнішніми несними цегляними стінами. Входить до складу серії будинків II-67 (за деякими даними, шифр проекту — 66/13891). Проєкт розроблений радянським архітектором Ю. П. Вулихом. Під його керівництвом реалізовувалися також схожі проєкти таких серій, як смирновська і тишинська, які, однак, не отримали такого широкого розповсюдження в порівнянні з чотирнадцятиповерховою вежею Вулиха. Будинки за проєктом будувалися з 1963 по 1986 в Росії, здебільшого в Москві та Московській області; і в Україні — здебільшого в Києві, також у Кам'янському та Миколаєві.

## Опис
Пізнаваними рисами проєкту є прямокутний плян 30×17,4 м або 10×4 кроків із симетричними фасадами. Короткі сторони мають схему 1 лоджія — 2 вікна — 1 лоджія; довгі — 1 глуха стіна (або 1 вікно) — 1 вікно — 3 лоджії — 1 вікно — 1 глуха стіна (або 1 вікно). Відмінності від цієї схеми мають бути в рамках конструкції, комбінованою з несних стін і каркасу.
Дана типова серія, на відміну від поширених панельних серій, має ряд незвичайних конструктивних рішень. Збірним, тобто яке виробляється заздалегідь на заводі, а не на будівництві, є лише внутрішній каркас будівлі, що складається з залізобетонних колон і ригелів, які спираються на колони. До іншої конструктивної особливості серії відноситься виконання зовнішніх стін з цегли. Застосування саме каркасного типу несучих конструкцій замість поширеного для типових серій стінового відноситься до одних з найбільш явних переваг даної серії, оскільки всі міжкімнатні та міжквартирні стіни, таким чином, запроєктовані не несучими, що дає широкі можливості для застосування різних варіантів планувань квартир.
Зовнішні стіни даної серії зводилися безпосередньо на будівництві з керамічної цегли (в різних містах — як правило, різного кольору) на цементно-піщаному розчині. У порівнянні з панельними будинками це, з одного боку, забезпечило таким будинкам відмінні теплотехнічні показники і позбавило від стиків фасадних навісних панелей, розгерметизація яких є найслабкішим місцем панельних будинків. Однак, з іншого боку, в порівнянні з панельними будинками зведення таких стін вимагало більше часу, трудовитрат і, в цілому, було набагато дорожче.
Планування квартир в будинках даної серії відрізняються просторими кухнями, прихожими і лоджіями. Вежі Вулиха вважаються одними з найбільш вдалих і просторих серед типових серій будинків, за винятком квартир, де кухня межує з туалетом. У Радянському Союзі такі квартири вважалися елітними, тому вдома цих серій будувалися за спеціальним замовленням державних відомств, великих підприємств і житлово-будівельних кооперативів. Досить багато веж Вулиха побудовано не тільки в Москві, але і в великих індустріальних містах, при цьому кількість поверхів могло зменшуватися до дванадцяти і навіть до дев'яти.
Будувалися, в основному, точково в сформованих мікрорайонах.

## Основні характеристики
| Кількість секцій (під'їздів) | 1                                                                   |
| поверховість                 | найчастіше — 14, але буває 9, 12, 15, 16, 18                        |
| Висота стель, м              | 2,70                                                                |
| Ліфти                        | пасажирський вантажопідйомністю 400 кг і вантажопасажирський 630 кг |
| балкони                      | лоджії у всіх квартирах                                             |
| Кількість квартир на поверсі | 8                                                                   |
| перспектива знесення         | Зносу не підлягають                                                 |

## Площі квартир
| кімнатні            | Загальна, м² | Житлова, м² | Кухня, м² |
| 1-кімнатна квартира | 34-35        | 20          | 8         |
| 2-кімнатна квартира | 53-54        | 33-36       | 9         |
| 3-кімнатна квартира | 74           | 49-51       | 9,5       |

## Будівельні конструкції
| санвузли                 | роздільні |
| сходи                    | незадимлювані, відокремлені від квартирного блоку відкритої загальної лоджією                                |
| сміттєпровід             | на майданчику, з завантажувальним клапаном на кожному поверсі                                                |
| вентиляція               | природна витяжна, блоки в кухні і в Сантехкабіни (санвузлі)                                                  |
| зовнішні стіни           | виконані з керамічної цегли на цементно-піщаному розчині, загальна товщина стін 51 см                        |
| міжквартирні перегородки | здвоєні гіпсобетонні прокатні панелі товщиною по 8 см з повітряним зазором між ними в 4 см для звукоізоляції |
| міжкімнатні перегородки  | гіпсобетонні прокатні панелі товщиною 8 см                                                                   |
| внутрішні опори          | Збірні залізобетонні колони перетином 40 × 60 см                                                             |
| балки                    | Збірні залізобетонні ригелі і балки з опертям на внутрішні несучі колони і зовнішні стіни                    |
| перекриття               | багатопустотні збірні панелі товщиною 22 см                                                                  |
| Несучі конструкції       | Колони, ригелі, зовнішні стіни                                                                               |
| Тип покрівлі             | плоска |

## Фотогалерея будинків у Києві

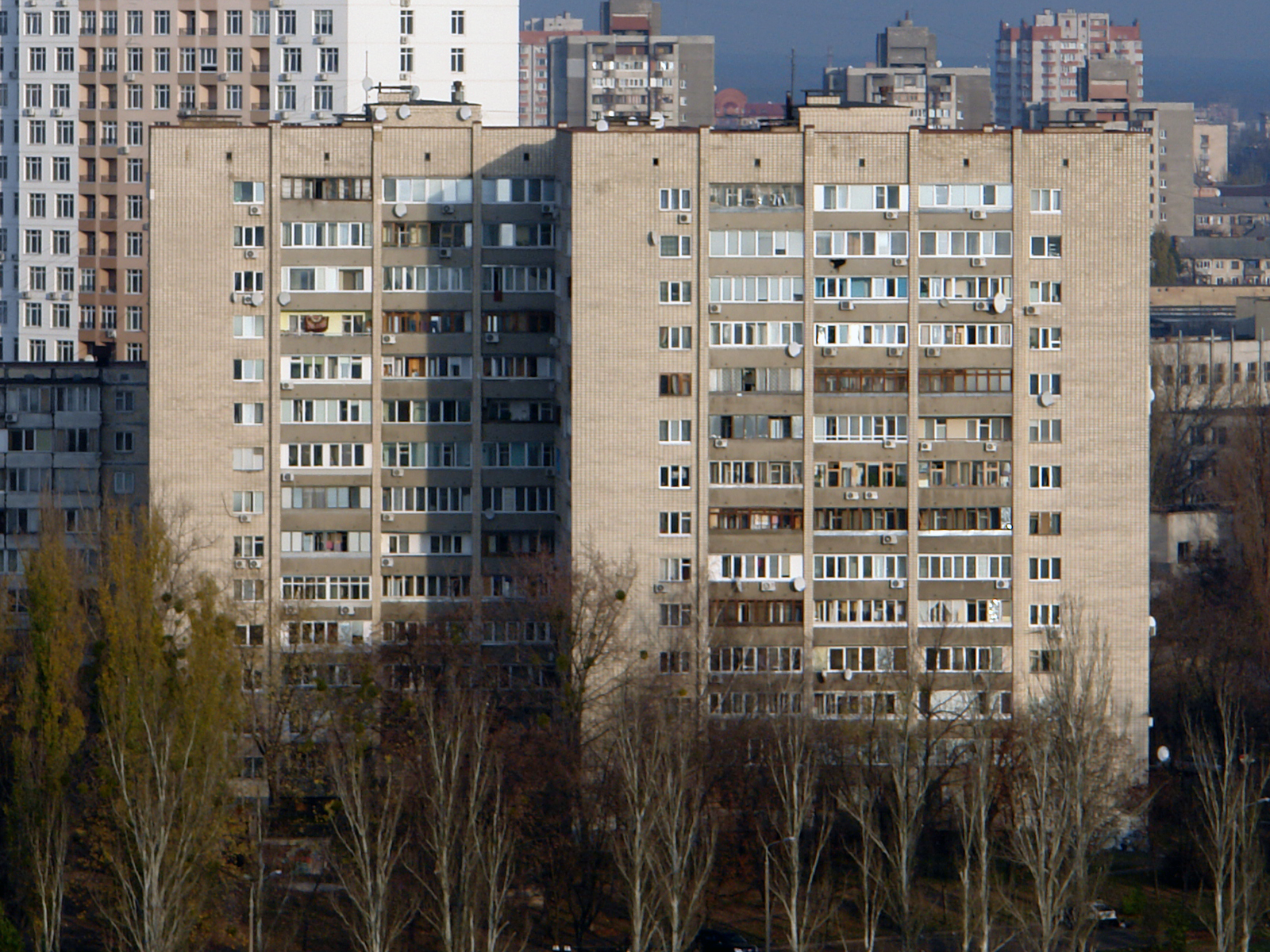
Лівобережний масив, вул. Туманяна, 8, 1975 р.
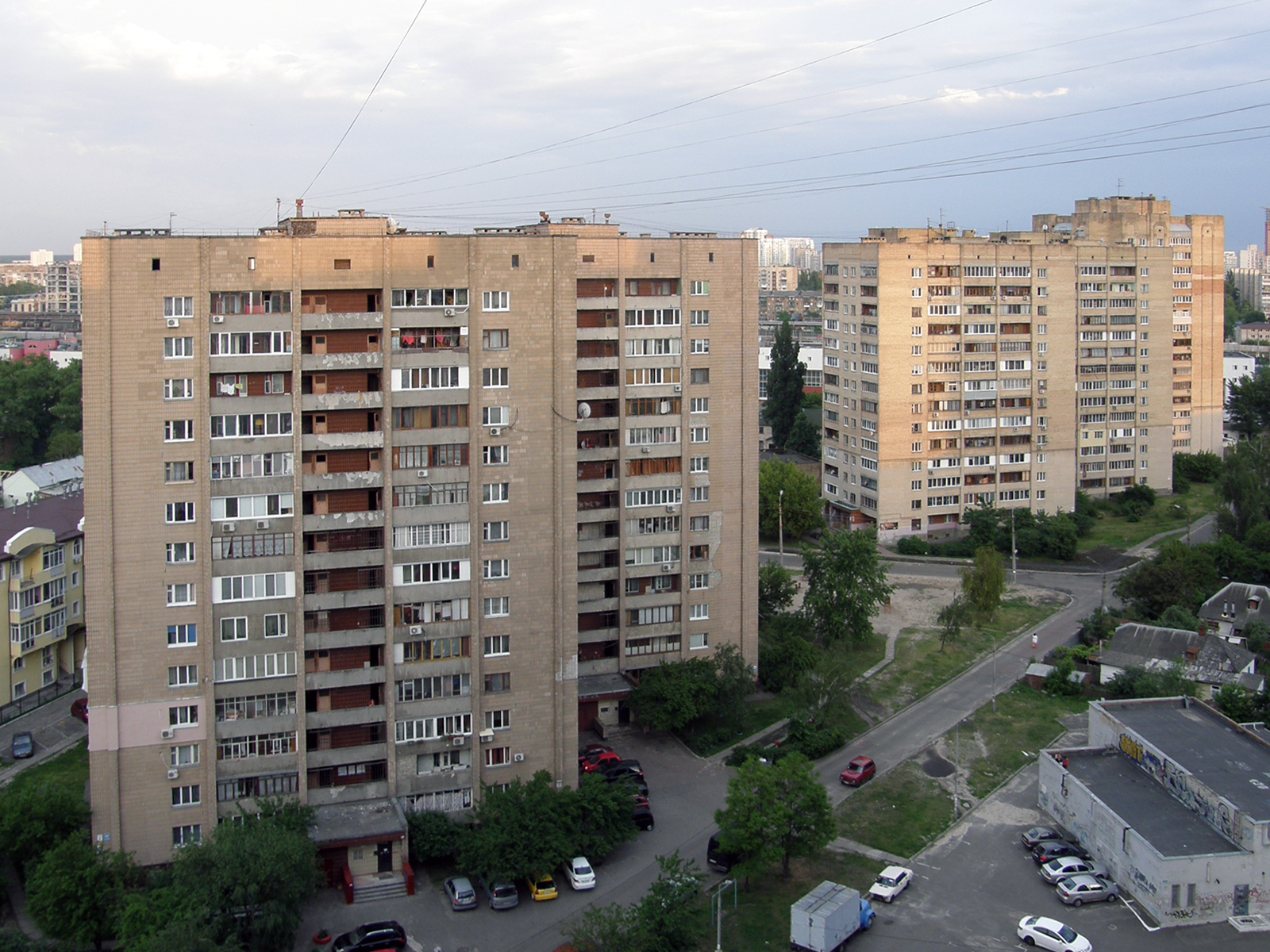
Стара Дарниця, вул. Сосницька, 10 і вул. Дністерська, 19
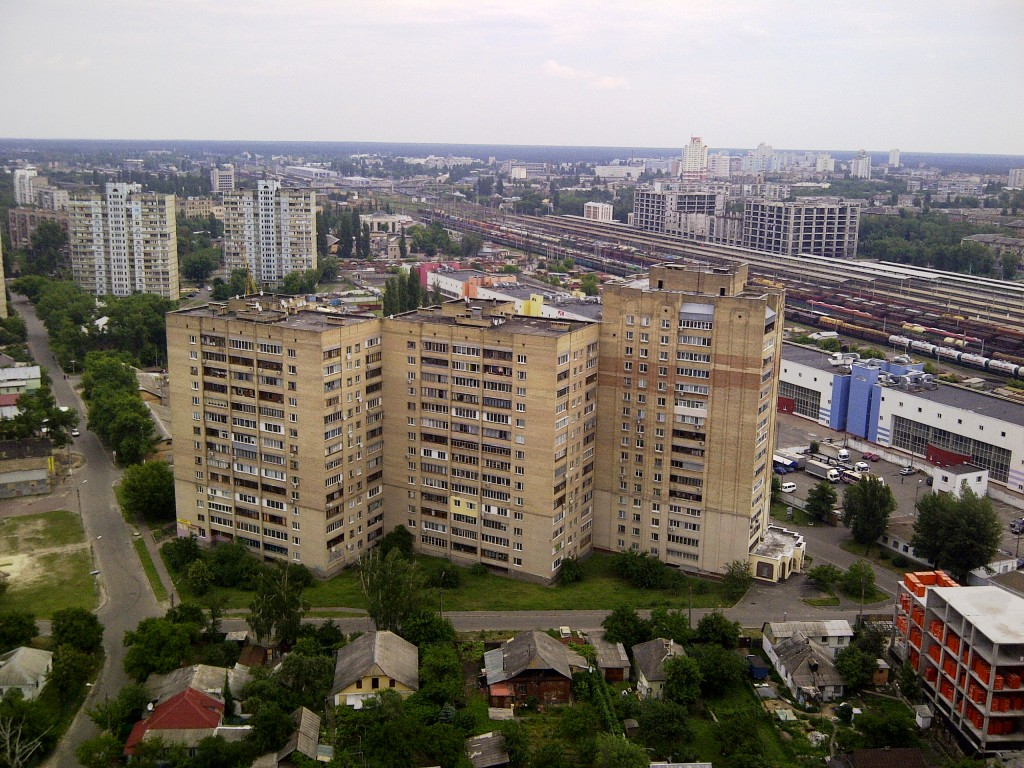
Стара Дарниця, вул. Дністерська, 19, 1987 р.
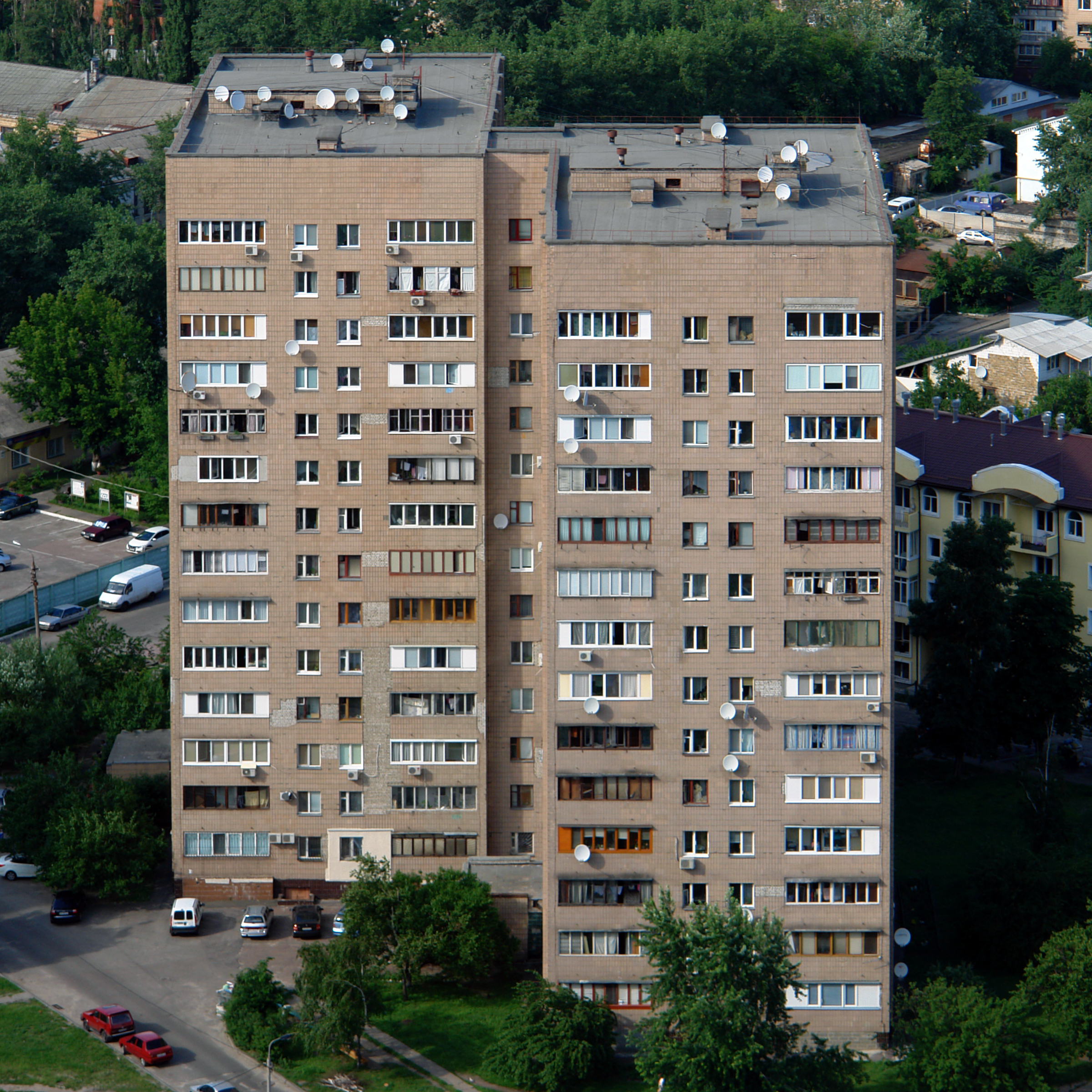
Стара Дарниця, вул. Сосницька, 10, 1987 р.
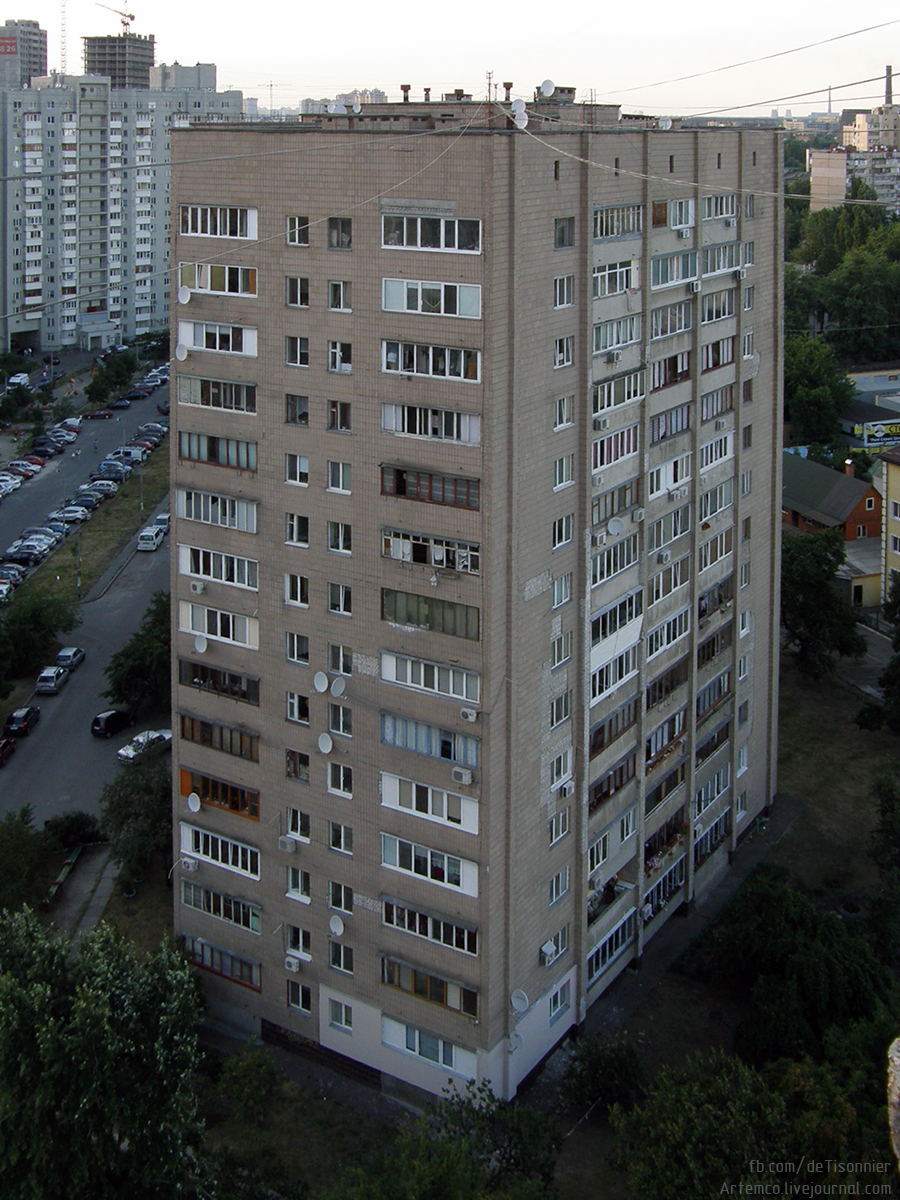
Стара Дарниця, вул. Сосницька, 10, 1987 р.

## Примітка
1. ↑  II-67 Вулыха | VK
2. ↑  Казбек-Казиев З. А. Архитектурные конструкции: Учебник для вузов по специальности «Архитектура». — изд. 2-е, перераб. и доп. — Москва : Высшая школа, 1989. — 342 с. — ISBN 5-06-001263-8.
3. ↑  Шерешевский И. А. Конструкции гражданских зданий. — Москва : Архитектура-С, 2005. — 160 с. — ISBN 5964700373.
4. ↑  Серия II-67, Башня Е. П. Вулыха (66/13891) — PhotoBuildings
5. ↑  Несущие стены дома серии Вулыха.
6. ↑  ПланировкаКвартир.рф — информационный портал. Архів оригіналу за 5 серпня 2020. Процитовано 3 червня 2022.